# Palau Soranzo Piovene
El Palau Soranzo Piovene  és un edifici històric italià, situat en el sestiere de Cannaregio a Venècia, enfront del Gran Canal entre el palau Emo de la Maddalena i el palau Erizzo. Actualment part de l'edifici està ocupat per la Guàrdia di Finança.

## Història
L'edifici es remunta a la primera dècada del segle xvi. Va ser adquirit per la família Soranzo i després va passar a ser propietat dels Piovene, a partir del matrimoni contret entre Cecilia Soranzo i Girolamo Piovene en 1760.En 2023, part de l'edifici està ocupat pel Comando Interregional de la zona Nord-oriental de la Guàrdia di Finança, que ocupa la planta noble i l'entresol. La part restant de l'edifici, composta per la segona planta noble i les estades entorn del pati central i a la façana posterior són d'ús particular.

## Descripció
El projecte de l'edifici s'atribueix a l'arquitecte venecià Sante Lombardo. La façana principal es caracteritza en les dues plantes principals per la presència de dues trífores situades en el centre, a la dreta d'una monòfora, amb altres dues a cada extrem. Aquesta composició crida l'atenció per no respondre al model habitual de la major part dels edificis venecians de l'època, que respecten la divisió simètrica en tres elements, ja sigui en vertical o horitzontalment.També destaquen en la façana com a elements decoratius unes pastilles o plaques i uns cèrcols emmarcats. A l'interior són destacables el vestíbul i l'escala. Entre les façanes del palau s'obre un pati amb pou i jardí.